# Liste der Monuments historiques in Badonviller
Die Liste der Monuments historiques in Badonviller führt die Monuments historiques in der französischen Gemeinde Badonviller auf.

## Liste der Immobilien
| Bezeichnung      | Beschreibung                                         | Standort            | Kennzeichnung | Schutzstatus | Datum | Bild           |
| ---------------- | ---------------------------------------------------- | ------------------- | ------------- | ------------ | ----- | -------------- |
| Kirche St-Martin | 1787/88 erbaut, 1914 zerstört, ab 1921 rekonstruiert | Rue Gambetta (Lage) | PA00105995    | Classé       | 1921  | weitere Bilder |